# 下市町立下市中学校
下市町立下市中学校（しもいちちょうりつ しもいちちゅうがっこう）は、奈良県吉野郡下市町下市にある公立中学校。

## 沿革
- 1947年 （昭和22年）4月 - 下市町立下市小学校内に開校[1]。
- 1949年 （昭和24年）7月 - 新校舎落成し移転[1]。
- 1958年（昭和33年）4月 - 下市町立秋野中学校を統合[1]。
- 1958年（昭和33年）7月 - 講堂兼体育館が落成[1]。
- 1970年（昭和45年）4月 - 下市町立丹生中学校を統合[1]。
- 2013年（平成25年）8月 - 旧館解体工事が完了[1]。
- 2015年（平成27年）− 講堂兼体育館の老朽化に伴い、使用停止[1]。
- 2019年（令和元年）6月 - 講堂兼体育館を解体[1]。

## 身体障がい児の入学についての動き
2009年、脳性麻痺により車椅子生活を送る児童（同年3月に町内の小学校を卒業）に対し、「十分なバリアフリー施設が整っていない」として下市町教育委員会及び奈良県教育委員会は、明日香養護学校への就学を勧めた。しかし、同養護学校への入学を拒否した元児童と両親が下市中学校への入学許可を求めて奈良地裁に提訴した。同地裁が仮入学許可を義務付ける決定を下したため、下市町教育委員会は就学を認め、元児童は7月に就学した。なお町教委は決定を不服として、大阪高裁に即時抗告している。

## 通学区域
下市町全域、下市町立下市小学校区と同じ。

## 周辺
- 下市町役場
- 下市中央公園
- 下市町立下市小学校
- 下市郵便局
- 奈良県道20号下市宗桧線
- 秋野川

## アクセス
- 近鉄吉野線 下市口駅から南へ2.2km
- 奈良交通 下市中前バス停にて下車
- 国道309号沿い